# Compsibidion unifasciatum
Compsibidion unifasciatum là một loài bọ cánh cứng trong họ Cerambycidae.